# 우리 다시 사랑할 수 있을까
《우리 다시 사랑할 수 있을까》(약칭 : 우다사)는 대한민국의 MBN에 방송하는 예능 프로그램이다.

## 기획 의도
다시 사랑을 찾고 싶은 연예인 커플들의 가상 재혼 리얼리티 프로그램이다.

## 방송 일정
| 방송 채널 | 방송 기간                          | 방송 시간             | 비고  |
| --------- | ---------------------------------- | --------------------- | ----- |
| MBN       | 2019년 11월 13일 ~ 2020년 1월 29일 | 매주 수요일 밤 11시 ~ | 시즌1 |
| MBN       | 2020년 3월 11일 ~ 2020년 6월 3일   | 매주 수요일 밤 11시 ~ | 시즌2 |
| MBN       | 2020년 9월 9일 ~ 2020년 12월 9일   | 매주 수요일 밤 11시 ~ | 시즌3 |

## 에피소드 목록

### 시즌 1
| 회차 | 방송 일자 | 출연진                              | 비고 |
| ---- | --------- | ----------------------------------- | ---- |
| 1회  | 11월 13일 | 성북동 숙소, 박연수                 |      |
| 2회  | 11월 20일 | 박연수, 성북동 숙소                 |      |
| 3회  | 11월 27일 | 김경란, 박영선                      |      |
| 4회  | 12월 4일  | 박영선, 김경란, 박은혜              |      |
| 5회  | 12월 11일 | 박영선, 박연수, 김경란              |      |
| 6회  | 12월 18일 | 박영선, 호란, 성북동 숙소           |      |
| 7회  | 12월 25일 | 박은혜, 박연수                      |      |
| 8회  | 1월 1일   | 김경란, 호란, 박은혜                |      |
| 9회  | 1월 8일   | 박은혜, 호란, 박영선                |      |
| 10회 | 1월 15일  | 박영선, 호란                        |      |
| 11회 | 1월 22일  | 김경란, 호란                        |      |
| 12회 | 1월 29일  | 김경란, 박은혜, 뒷이야기(커플 화보) |      |

### 시즌 2
코로나19 방역지침에 의거하여 발열 체크, 마스크 착용, 손 소독제 사용, 출입자 명부 비치 등 방역수칙을 준수합니다.
| 회차 | 방송 일자 | 출연진                          | 비고             |
| ---- | --------- | ------------------------------- | ---------------- |
| 1회  | 3월 11일  | 유혜정, 이지안                  |                  |
| 2회  | 3월 18일  | 김경란, 정수연                  |                  |
| 3회  | 3월 25일  | 박은혜, 김경란, 유혜정          |                  |
| 4회  | 4월 1일   | 박은혜, 이지안, 김경란          |                  |
| 5회  | 4월 8일   | 유혜정, 김경란, 박현정          |                  |
| 6회  | 4월 22일  | 이지안, 박은혜, 김경란          |                  |
| 7회  | 4월 29일  | 김경란, 유혜정, 박은혜 & 이지안 |                  |
| 8회  | 5월 6일   | 우다사 시스터즈 in 부산, 이지안 | 김호중 스페셜 MC |
| 9회  | 5월 13일  | 우다사 시스터즈 in 부산, 김경란 |                  |
| 10회 | 5월 20일  | 이지안, 단체미팅                |                  |
| 11회 | 5월 27일  | 단체미팅                        |                  |
| 12회 | 6월 3일   | 이지안, 김경란, 박현정          |                  |

### 시즌 3 - 뜻밖의 커플
코로나19 방역지침에 의거하여 발열 체크, 마스크 착용, 손 소독제 사용, 출입자 명부 비치 등 방역수칙을 준수합니다.
| 회차 | 방송 일자 | 출연진                                                   | 비고 |
| ---- | --------- | -------------------------------------------------------- | ---- |
| 1회  | 9월 9일   | 김용건&황신혜, 탁재훈&오현경, 현우&지주연, 이지훈&김선경 |      |
| 2회  | 9월 16일  | 이지훈&김선경, 현우&지주연, 탁재훈&오현경, 김용건&황신혜 |      |
| 3회  | 9월 23일  | 이지훈&김선경, 현우&지주연, 탁재훈&오현경, 김용건&황신혜 |      |
| 4회  | 10월 7일  | 현우&지주연, 이지훈&김선경, 김용건&황신혜                |      |
| 5회  | 10월 14일 | 김용건&황신혜, 탁재훈&오현경, 현우&지주연, 이지훈&김선경 |      |
| 6회  | 10월 21일 | 김용건&황신혜, 현우&지주연, 탁재훈&오현경                |      |
| 7회  | 10월 28일 | 김용건&황신혜, 현우&지주연                               |      |
| 8회  | 11월 4일  | 이지훈&김선경, 현우&지주연, 탁재훈&오현경                |      |
| 9회  | 11월 18일 | 김용건&황신혜, 현우&지주연, 탁재훈&오현경                |      |
| 10회 | 11월 25일 | 김용건&황신혜, 현우&지주연, 탁재훈&오현경                |      |
| 11회 | 12월 2일  | 김용건&황신혜, 탁재훈&오현경, 현우&지주연                |      |
| 12회 | 12월 9일  | 김용건&황신혜, 탁재훈&오현경, 현우&지주연                |      |

## 시청률
최저 시청률과 최고 시청률은 시청률 조사회사와 지역별로 시청률에 차이가 있을 수 있습니다.

### 2019년
| 회차          | 방송일        | 시청률         |
| 회차          | 방송일        | AGB 닐슨(전국) |
| 시즌 1 첫방송 | 시즌 1 첫방송 | 시즌 1 첫방송  |
| ------------- | ------------- | -------------- |
| 1회           | 11월 13일     | 1.839%         |
| 2회           | 11월 20일     | 1.645%         |
| 3회           | 11월 27일     | 1.776%         |
| 4회           | 12월 4일      | 1.779%         |
| 5회           | 12월 11일     | 1.572%         |
| 6회           | 12월 18일     | 1.739%         |
| 7회           | 12월 25일     | 2.029%         |

### 2020년
| 회차               | 방송일    | 시청률         |
| 회차               | 방송일    | AGB 닐슨(전국) |
| ------------------ | --------- | -------------- |
| 8회                | 1월 1일   | 1.847%         |
| 9회                | 1월 8일   | 1.893%         |
| 10회               | 1월 15일  | 1.605%         |
| 11회               | 1월 22일  | 1.774%         |
| 12회               | 1월 29일  | 1.831%         |
| 시즌 1 마지막 방송 |           |                |
| 시즌 2 첫방송      |           |                |
| 1회                | 3월 11일  | 2.516%         |
| 2회                | 3월 18일  | 1.833%         |
| 3회                | 3월 25일  | 2.181%         |
| 4회                | 4월 1일   | 1.382%         |
| 5회                | 4월 8일   | 1.929%         |
| 6회                | 4월 22일  | 2.256%         |
| 7회                | 4월 29일  | 1.906%         |
| 8회                | 5월 6일   | 3.076%         |
| 9회                | 5월 13일  | 1.391%         |
| 10회               | 5월 20일  | 1.795%         |
| 11회               | 5월 27일  | 1.614%         |
| 12회               | 6월 3일   | 1.181%         |
| 시즌 2 마지막 방송 |           |                |
| 시즌 3 첫방송      |           |                |
| 1회                | 9월 9일   | 1.712%         |
| 2회                | 9월 16일  | 1.991%         |
| 3회                | 9월 23일  | 1.849%         |
| 4회                | 10월 7일  | 0.925%         |
| 5회                | 10월 14일 | 1.067%         |
| 6회                | 10월 21일 | 1.504          |
| 7회                | 10월 28일 | 1.669          |
| 8회                | 11월 4일  | 1.172          |
| 9회                | 11월 18일 | 1.525          |
| 10회               | 11월 25일 | 1.354          |
| 11회               | 12월 2일  | 1.328          |
| 12회               | 12월 9일  | 1.126          |

## 결방

### 2020년
- 11월 11일 : 코로나 19 문제로 인해 결방.

## 제작진
- 연출 : 윤상진, 이효원

## 참고 사항
- 시즌1, 2에는 여성 위주로 편성했으며, 시즌 3에 남녀 구분 없이 혼성 위주로 편성하는데 시즌 3 멤버로 나오게 될 오현경은 또다른 시즌 3 멤버 황신혜 탁재훈이 출연한 KBS 2TV 월화 미니시리즈 《공주가 돌아왔다》(당시 제목은 '웬수와 함께 춤을') 차도경 역(오연수 분) 물망에 올랐으나 MBC 시트콤 《지붕뚫고 하이킥》에 캐스팅되어 거절했으며[13] 《공주가 돌아왔다》는 원래 <웬수와 함께 춤을>이란 제목으로 기획되었지만 국어순화를 주도한다는 KBS의 방침을 통해 제목이 변경됐고[14] 당초 주말 특별기획 드라마 신설작으로 예정됐으나 《2009 전설의 고향》후속 월화 미니시리즈로 기획된 《아이리스》가 MBC 《선덕여왕》을 피해[15] 수목 미니시리즈로 바뀌자 《2009 전설의 고향》후속으로 바뀌었으며 당시 《공주가 돌아왔다》 자리에는 《열혈 장사꾼》이 대신했다.

## 같이 보기
- 비혼자
- 골드미스
- 재혼